# Vitali Saveliev
Vitali Gennadievich Saveliev (en ruso: Вита́лий Генна́дьевич Саве́льев; Taskent, Unión Soviética, 18 de enero de 1954) es un empresario y político ruso que desde el 14 de mayo de 2024 se desempeña como vice primer ministro de transporte. Anteriormente fue ministro de Transporte desde noviembre de 2020 hasta mayo de 2024 y, de 2009 a 2020, trabajó como presidente y director ejecutivo (CEO) de Aeroflot, la aerolínea más grande de Rusia.

## Biografía
Vitali Saveliev nació el 18 de enero de 1954 en Taskent capital de la RSS de Uzbekistán (Unión Soviética). En 1977, se graduó en el Departamento de Mecánica e Ingeniería del Instituto Politécnico de Leningrado con un grado en ingeniería mecánica para la construcción y máquinas y equipos viales. En 1986 obtuvo un doctorado en economía en el Instituto de Ingeniería y Economía de Leningrado.
Entre 1977 y 1984, trabajó en el Ministerio de Energía de la URSS, en la construcción de la central hidroeléctrica de Sayano-Shushenskaya; durante ese período, fue ascendido de ingeniero de mantenimiento a diseñador jefe en una de las unidades de KrasnoyarskGESstroi. Entre 1984 y 1987, asumió el puesto de Subdirector del Sevzapmetallurgmontazh All-Union Trust del Ministerio de Montaje y Obras Especiales de Construcción de la Unión Soviética y, en 1987, director adjunto de la Dirección General de GlavLeningradEngStroy. Entre 1987 y 1989, fue jefe adjunto de la Dirección Principal del Departamento de Ingeniería y Construcción del Comité Ejecutivo de la ciudad de Leningrado.
En 1989, fue nombrado presidente de Russian-American DialogInvest JV, presidente de la junta ejecutiva de Rossiya Bank en 1993. y presidente de la Junta Ejecutiva de Menatep en 1995. Entre 2001 y 2002, fue vicepresidente de la Junta Ejecutiva de Gazprom.
Además entre 2001 y 2009 ejerció los siguientes puestosː
- 2001-presenteː miembro del Consejo de la Asociación de Bancos Rusos.
- 2002-2004: vicepresidente del Gros United Company.
- 2004-2007ː viceministro de Desarrollo Económico y Comercio (actualmente Ministerio de Desarrollo Económico).
- 2007-2009ː primer vicepresidente de AFK Sistema.
- 2009-2020ː director general de Aeroflot.[6]

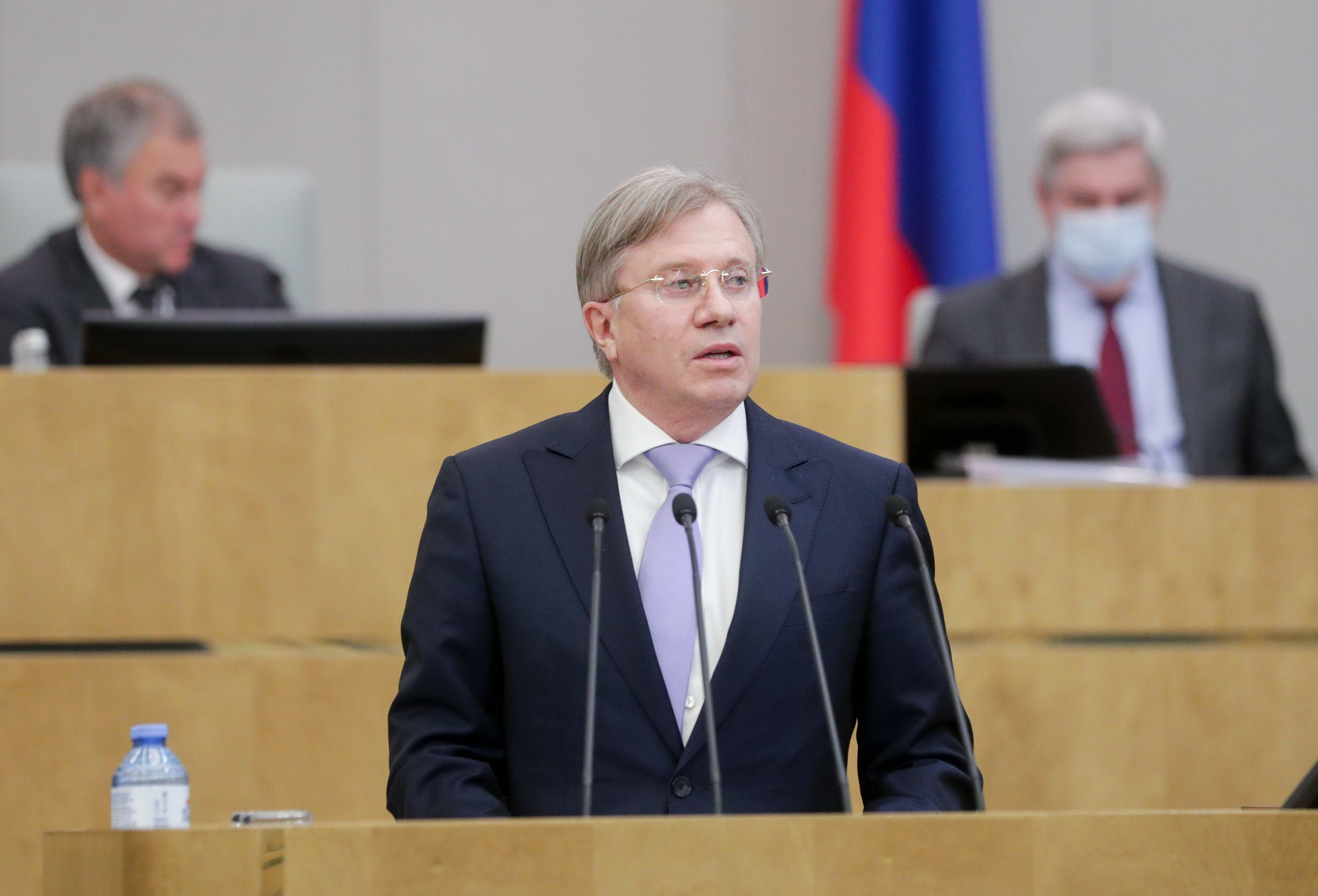
Saveliev en su audiencia de confirmación en el Consejo de la Federación el 10 de noviembre de 2020

En 2010, el presidente ruso, Vladímir Putin, encargó a Vitali Saveliev que transformara Aeroflot en el primer grupo de aerolíneas de pleno derecho de Rusia. Muchas aerolíneas regionales se fusionaron con Aeroflot. En 2013, convirtió a Aeroflot en el patrocinador principal del equipo de fútbol británico Manchester United. Presentó la nueva aerolínea de bajo costo de Aeroflot, Pobeda, en 2014 y contribuyó activamente a modificar el código de aviación de Rusia para favorecer el desarrollo de las actividades de las aerolíneas. En junio de 2017, anunció que el 40% de la flota de Aeroflot estaría compuesta por aviones domésticos (incluidos aviones Irkut). Entre 2009 y 2017, el número de pasajeros transportados por Aeroflot creció de 8,9 millones a 50,1 millones. En agosto de 2018 fue reelegido director general de Aeroflot.
El 6 de febrero de 2016, fue elegido miembro del órgano de gobierno del partido Rusia Unida: el Consejo Supremo.
En 2018, Estados Unidos agregó a Saveliev en su «Lista del Kremlin», no se trata de una lista de sancionados, sino una forma de identificar a los principales agentes económicos de Rusia. En mayo de 2022, el Departamento del Tesoro de los Estados Unidos lo sancionó de conformidad con la Orden Ejecutiva 14024 como miembro del Gobierno de la Federación de Rusia.

### Ministro de Transporte
El 9 de noviembre de 2020, el primer ministro Mijaíl Mishustin nominó a Saveliev para el cargo de ministro de Transporte tras la dimisión de Yevgueni Dietrich. El 10 de noviembre, la candidatura de Saveliev fue aprobada por la Duma estatal y ese mismo día, el presidente Vladímir Putin firmó un decreto por el que se le nombraba para el cargo de ministro.
El 17 de mayo de 2023, Saveliev y su homólogo el ministro iraní de Carreteras y Desarrollo Urbano, Mehrdad Bazrpash, firmaron un acuerdo para la construcción de una línea ferroviaria de 162 kilómetros que se extenderá a lo largo de la costa del Mar Caspio a través de Azerbaiyán. La línea será parte del conocido como Corredor de Transporte Internacional Norte-Sur, una ruta de trasporte combinada por carretera, ferrocarril y mar de 7200 kilómetros destinada a transportar mercancías desde Rusia a través de Asia Central hasta la India y que según las autoridades rusas servirá como alternativa al congestionado canal de Suez.

## Vida personal
Saveliev fue boxeador y alcanzó el grado de Candidato a Maestro del Deporte de la URSS. Está casado y tiene dos hijos y una hija.

## Condecoraciones
- Orden de Alejandro Nevski (2018).[16]

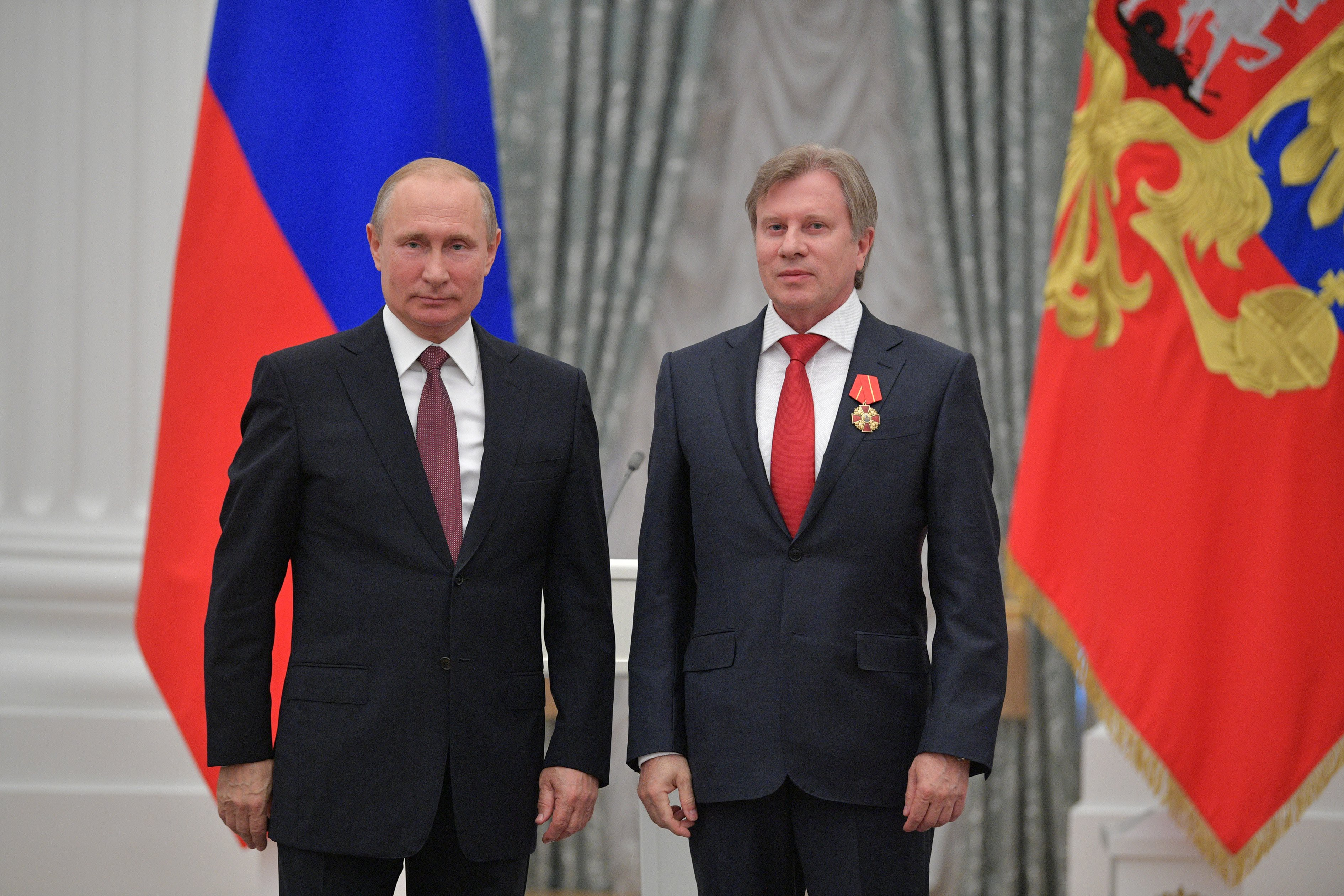
Saveliev con el presidente de Rusia, Vladímir Putin, en el acto de entrega de la Orden de Alejandro Nevski en 2018

- Medalla Conmemorativa del 300.º Aniversario de la Armada de Rusia (1996).
- Medalla Conmemorativa del 300.º Aniversario de San Petersburgo (2003).[17]
- Medalla Conmemorativa del 1000.º Aniversario de Kazán (2005).[18]
- Orden de Honor (2006).[19]
- Orden al Mérito por la Patria de 4.º grado (2013).
- Orden de la Amistad (2014)
- Ganador de la categoría Gerente del año en el premio Persona del año 2011 según RosBusinessConsulting (RBC), el holding de Internet líder en Rusia (2012).[20]